# Carabhydrus turaki
Carabhydrus turaki är en skalbaggsart som beskrevs av Lars Hendrich och Watts 2009. Carabhydrus turaki ingår i släktet Carabhydrus och familjen dykare. Inga underarter finns listade i Catalogue of Life.